# Worldline
Worldline to firma specjalizująca się w usługach płatniczych, jeden ze światowych liderów na rynku terminali płatniczych. Firma została założona we Francji w 1974. Jako grupa działa w Europie Zachodniej, Stanach Zjednoczonych, Ameryce Łacińskiej, Chinach, Japonii, Australii i Afryce. W 2020 roku spółka przejęła Ingenico.

## Historia
Począwszy od lat 90. firma zdywersyfikowała swoją działalność w obszarze płatności internetowych poprzez spółkę Axime, co – po jej fuzji ze Sligos – dało początek grupie Atos.